# 二川町 (豊橋市)
二川町（ふたがわちょう）は、愛知県豊橋市の地名。

## 地理
豊橋市南東部に位置する。東は大脇町・雲谷町・三弥町、西は大岩町、南は細谷町、北は大脇町に接する。

### 河川
- 落合川[2]
- 梅田川[2]

### 字一覧
- 川田（かわだ）[WEB 4]
- 北裏（きたうら）[WEB 4]
- 新橋町（しんばしちょう）[WEB 4]
- 道賢田（どうけんだ）[WEB 4]
- 中町（なかまち）[WEB 4]
- 西向山（にしむかいやま）[WEB 4]
- 鼡池（ねずみいけ）[WEB 4]
- 東町（ひがしまち）[WEB 4]
- 東向山（ひがしむかいやま）[WEB 4]
- 南裏（みなみうら）[WEB 4]
- 四畝町（よせまち）[WEB 4]

## 歴史

### 人口の変遷
国勢調査による人口および世帯数の推移。
| 1995年（平成7年）  | 1030世帯 3721人 |  |
| 2000年（平成12年） | 1058世帯 3607人 |  |
| 2005年（平成17年） | 1082世帯 3556人 |  |
| 2010年（平成22年） | 1174世帯 3537人 |  |
| 2015年（平成27年） | 1189世帯 3422人 |  |

## 交通
- 愛知県道豊橋湖西線（二川バイパス）[2]
- JR東海道本線[2]
- 東海道新幹線[2]
- 国道1号[2]
- 旧東海道[2]

## 施設
- 豊橋市立二川小学校[2]
- 豊橋市立二川中学校[2]
- 二川東保育園[2]
- 豊橋信用金庫二川支店[2]
- 曹洞宗松音寺[2]
- 十王院[2]
- 日蓮宗妙泉寺[2]
- 八幡神社[2]

### WEB
1. ↑  “愛知県豊橋市の町丁・字一覧”.   人口統計ラボ. 2023年4月13日閲覧。
2. ↑  総務省統計局 (2017年1月27日). “平成27年国勢調査の調査結果(e-Stat) - 男女別人口及び世帯数 －町丁・字等” (CSV). 2021年7月21日閲覧。
3. ↑  “市外局番の一覧” (PDF).   総務省 (2022年3月1日). 2022年3月22日閲覧。
4. 1 2 3 4 5 6 7 8 9 10 11  “愛知県豊橋市 住所一覧から地図を検索”.   ONE COMPATH. 2023年8月17日閲覧。
5. ↑  総務省統計局 (2014年3月28日). “平成7年国勢調査の調査結果(e-Stat) - 男女別人口及び世帯数 －町丁・字等” (CSV). 2021年7月20日閲覧。
6. ↑  総務省統計局 (2014年5月30日). “平成12年国勢調査の調査結果(e-Stat) - 男女別人口及び世帯数 －町丁・字等” (CSV). 2021年7月20日閲覧。
7. ↑  総務省統計局 (2014年6月27日). “平成17年国勢調査の調査結果(e-Stat) - 男女別人口及び世帯数 －町丁・字等” (CSV). 2021年7月21日閲覧。
8. ↑  総務省統計局 (2012年1月20日). “平成22年国勢調査の調査結果(e-Stat) - 男女別人口及び世帯数 －町丁・字等” (CSV). 2021年7月21日閲覧。
9. ↑  総務省統計局 (2017年1月27日). “平成27年国勢調査の調査結果(e-Stat) - 男女別人口及び世帯数 －町丁・字等” (CSV). 2021年7月21日閲覧。

### 書籍
1. ↑  “愛知県豊橋市の郵便番号一覧”.   日本郵便. 2023年4月13日閲覧。
2. 1 2 3 4 5 6 7 8 9 10 11 12 13 14 15 16 17  「角川日本地名大辞典」編纂委員会 1989, p. 1795.